# Gherghița
Gherghița è un comune della Romania di 1 926 abitanti, ubicato nel distretto di Prahova, nella regione storica della Muntenia. 
Il comune è formato dall'unione di 4 villaggi: Gherghița, Independența, Malamuc, Ungureni.
Nel 2004 si sono staccati da Gherghiţa i villaggi di Fânari, Olari e Olarii Vechi, andati a formare il comune di Olari.
Tra i principali monumenti, di un certo interesse sono due chiese:
- La Chiesa di S. Procopio (Sf. Procop), fatta costruire da Matei Basarab nel 1631
- La Chiesa lignea, costruita nel 1754

## La cittadella medievale
Gherghița era già nel Medioevo una località di una certa importanza, che è stata confermata da alcune ricerche archeologiche effettuate nel 2000.
Tali ricerche si sono svolte su due differenti siti: 
- nel primo, nella località chiamata La Târg, nei pressi della Chiesa di San Procopio, sono stati scoperti i resti di quattro case, di cui una con fondazioni in pietra e munita di due forni interni
- nel secondo, al centro dell'abitato nei pressi della Școala Generală, è stato scoperto un muro di pietre legate con malta della larghezza di circa 60 cm.

I reperti, in particolare ceramiche, ritrovati nei due siti consentono di datare i resti attorno al XVI secolo.